# Jörgen Andersson (socialdemokrat)
Erik Jörgen Andersson, född 22 augusti 1946 i Halmstad, är en svensk politiker (socialdemokrat) och ämbetsman. Han var bostads- och energiminister 1994–1996, inrikesminister 1996–1998 och ordinarie riksdagsledamot 1998–1999.

## Biografi
Andersson började arbeta som byggnadsarbetare 1965 och blev 1969 ordförande för Byggnads avdelning 22 i Halland. Han valdes 1970 in i Halmstads kommunfullmäktige för Socialdemokraterna. 1977 blev han kommunalråd och 1982 kommunstyrelsens ordförande, en post han hade fram till 1988 samt återigen 1991–1994.
Efter valet 1994 blev Andersson statsråd i Ingvar Carlssons regering, med ansvar för bostads- och energifrågor. Åren 1982–1994 hade han varit styrelseledamot i Sydkraft och han engagerade sig starkt i energifrågorna. Under en dryg månad i början av 1996, efter Sten Heckschers avgång ur regeringen, var han även näringsminister. När Göran Persson tog över som statsminister i mars 1996 flyttades Andersson till det nyinrättade Inrikesdepartementet som inrikesminister, med ansvar bland annat för bostadsfrågor och för regeringens samarbete med kommuner och landsting. Han lämnade regeringen när departementet lades ner 1998.
I valet 1998 blev Andersson ordinarie riksdagsledamot för Hallands läns valkrets. I riksdagen var han ledamot i riksbanksfullmäktige 1998–2002 och suppleant i finansutskottet. Han avsade sig uppdraget som riksdagsledamot från och med 15 oktober 1999 och till ny ordinarie ledamot utsågs Hans Hoff.
Andersson var generaldirektör för Elsäkerhetsverket 2000–2001, därefter generaldirektör med placering på Näringsdepartementet, men utan arbetsuppgifter. Han övertalades 2006 att göra comeback som kommunalpolitiker men drog sig ur efter att ha blivit oense med partiets valberedning om kommunvalslistan.
Andersson fick i januari 2005 allvarliga brännskador när hans hus brann ner till följd av en olycka, och han vårdades i respirator. Han gav 2010 ut självbiografin Morfar har berättat.